# St Marys
St Marys è una città che sorge sulla costa est della Tasmania, Australia. L'insediamento nel luogo dell'attuale St Marys iniziò nel 1840, la città fu fondata diciassette anni dopo.